# 無架構的暴政
《無架構的暴政》（英語：The Tyranny of Structurelessness）是美國女性主義者喬·弗里曼撰寫的一篇具有影響力的文章，該文章關注激進女性主義集體内部的權力關係。這篇文章的創作靈感來源於作者弗里曼在1960年代的一個女性解放組織中的親身經歷，反映了女權運動在遏制領導層級和結構化分工方面的試驗。弗里曼寫道，這種結構的缺乏掩蓋了一個非正式的、不被承認的、不負責任的領導層，并通過否認其存在確保其惡行的實施。作爲一種解決方案，弗里曼呼籲將集團中現有的階層制度正式化，並讓他們接受民主監督。
這句話被用於描述組織工作中的一個問題（另一個問題根據生態女性主義者斯塔霍克的説法是“結構的剛性”）。
2008年，《社群發展雜誌》將該文章評價爲“經典文本”，編者們認爲該文章影響了社群發展的實踐工作。同年，肯尼迪政府学院的一門關於領導力的課程中引用了該文章。

## 出版歷史
該文章源自1970年5月在密西西比州比尤舉行的一次會議上為南方女權聯盟發表的演講。作者弗里曼表示，該文章于1971年為一女性主義雜誌《第三年筆記》（其編輯選擇不出版）誊写，並提交給幾家婦女解放運動出版社，其中只有一家徵求了其同意才得以出版。
其餘媒體則在未徵求弗里曼許可的情況下發佈了此文章。它于1972年首次正式發表于《第二波》雜誌上，《Agitprop》于1972年以散文單冊的形式將其發表，英國革命無政府主義者組織利茲集團隨後亦將其分發。1973年，作者于雜誌《伯克利社會學》以及雜誌《女士》上發佈了不同的版本。安妮·科德特、艾倫·萊文以及安妮塔·拉彭也在雜誌《激進女權主義》中發表了該文章。後來關於此文章的刊登物包括無政府主義工人協會（金斯頓集團）出版的印刷品，以及1984年由黑暗之星出版社與叛逆者出版社聯合出版的名爲《解開死結：女權主義、無政府主義以及組織架構》（Untying the Knot: Feminism, Anarchism & Organisation，由阿爾德出版社印刷）的小冊。

## 批評
根據無政府主義者尤里·戈登的説法，這篇文章的概念，作爲慣用語，出沒在當代無政府主義組織的運作中，尤其是弗里曼的解決方案──將現有民主常規的階層結構正式化──與無政府主義的主張相悖。無政府女權主義者凱茜·萊文表示不認同弗里曼的主張，萊文認爲這些主張是一種父權制以及倒退。無政府主義者傑森·麥奎恩寫道，具有正式架構的組織也有近似的情況，情況甚至還要更糟。其餘無政府主義者引用了這篇文章，來主張使用正式的聯邦代替分佈式網絡。霍華德·J·埃爾利希在《再次重塑無政府主義》（Reinventing Anarchy, Again）一書中探討了該文章對無政府主義組織造成的負面影響。

## 外部鏈接
- 來自作者的文章全文 （页面存档备份，存于）